# Lumigny-Nesles-Ormeaux
 Lumigny-Nesles-Ormeaux  es una población y comuna francesa, en la región de Isla de Francia, departamento de Sena y Marne, en el distrito de Provins y cantón de Rozay-en-Brie.

## Demografía
| 747 | 706 | 739 | 942 | 1178 | 1319 |
| Para los censos de 1962 a 1999 la población legal corresponde a la población sin duplicidades (Fuente: INSEE [Consultar]) |     |     |     |      |      |